# Lenhart Seyfer
Lenhart Seyfer (* im 15. Jahrhundert; † im 16. Jahrhundert) war ein deutscher Steinmetz und Bildhauer sowie Büchsen- und Glockengießer.

## Leben
Lenhart Seyfer war ein Bruder des Bildhauers Hans Seyfer. Ob er am 1498 vollendeten Marienretabel seines Bruders in der Heilbronner Kilianskirche mitgearbeitet hat, ist zweifelhaft. Zwar fand sich auf der Rückseite des Flügelreliefs mit dem Marientod eine mit Rötel geschriebene Aufschrift, die sich als „lenhart h“ deuten lässt, doch sprechen gewichtige Argumente dagegen, diese Aufschrift als Künstlersignatur zu deuten und Lenhart Seyfer zuzuordnen. Möglicherweise ist die Aufschrift erheblich jünger.

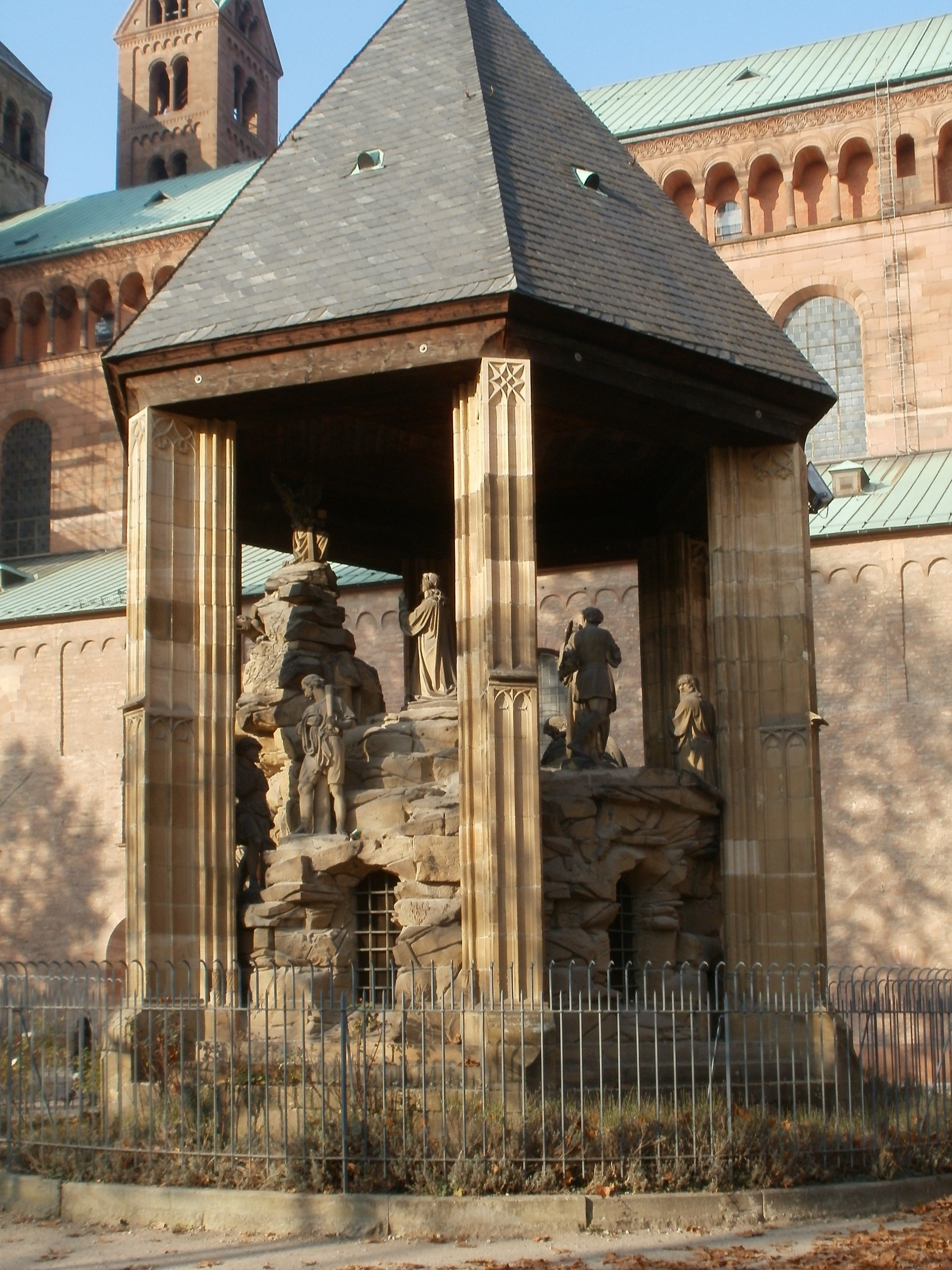
Der Speyerer Ölberg

Sicher belegt ist hingegen, dass Lenhart Seyfer, nachdem sein Bruder 1509 gestorben war, dessen begonnenes Werk, den Ölberg in Speyer, vollenden sollte. Dies musste er jedoch ablehnen, weil ihm die architektonischen Kenntnisse für einen solchen Bau fehlten, weshalb er nur die noch zu erledigenden bildhauerischen Arbeiten an diesem Ölberg ausführte und dafür sorgte, dass die Skulpturen seines Bruders sachgerecht aufgestellt wurden. Dies dauerte bis 1511. Von 1513 an wohnte er zusammen mit seinem Bruder Peter in der Heilbronner Judengasse, ohne jedoch das Bürgerrecht zu erhalten. 1514 erhielt er für vier Jahre das Einwohnerrecht, allerdings mit der Beschränkung, sich allein als Bildhauer zu betätigen und den schon länger ortsansässigen Malern und Schreinern keine Konkurrenz zu machen. 1518 erhielt er vom Heilbronner Rat erneut die Genehmigung, seinen Wohnsitz für vier Jahre in der Stadt zu nehmen, diesmal sogar unter Gewährung der gleichen Steuerprivilegien, wie sie Hans Seyfer einst genossen hatte. Dass Lenhardt Seyfer 1518 Privilegien erhielt, steht wahrscheinlich in Zusammenhang mit seiner Tätigkeit als Gießer und der in diesem Bereich in Heilbronn zuvor vorherrschenden Stellung der Gießerei des 1517 verstorbenen Bernhart Lachaman d. Ä. Die von dessen Söhnen weitergeführte Werkstatt florierte offenbar nicht mehr. Die letzte in der Lachmannschen Gießhütte verfertigte Glocke stammt aus dem Jahr 1526; im selben Jahr nahm Seyfer die ersten bezeugten Büchsengüsse für Heilbronn vor, was laut Hubach kaum dem Zufall geschuldet sein dürfte.
Abgesehen von diesen in sich stimmig klingenden Zeugnissen zu Hans Seyfers Bruder gibt es zahlreiche weitere Angaben, die sich wahrscheinlich großenteils auf ein und dieselbe Person beziehen, deren Zuweisung zu dem hier beschriebenen Lenhart Seyfer aber aufgrund der variierenden Namensschreibung und eventueller Unstimmigkeiten der angegebenen Tätigkeitsfelder umstritten oder zumindest diskutiert wurde:
Seit 1517 war Lenhart Seyfer für vier Jahre zum pfälzischen Büchsenmeister und -gießer bestellt. 1522 wurden zwei Glocken gegossen, die mit „lenhart seifer“ signiert wurden. Sie befinden sich in Daudenzell und in Aglasterhausen.
Für 1523 ist die Teilnahme eines „Meister Leonhartten“ als Schanzmeister am Zug des Kurfürsten Ludwig V. gegen Franz von Sickingen belegt. Er leitete bei der Belagerung der Burgen Nanstein und Ebernburg die Aufstellung der Geschütze und die Anlage der Schanzen. 1526 gab es Schwierigkeiten beim Guss von 50 Hakenbüchsen für Heilbronn; im Jahr darauf aber erhielt Lenhart Seyfer die Bezahlung für den Guss von 114 Exemplaren.
Ein Leonhart Syffer soll 1531 unter den Gerichtsleuten in Neuenheim gewesen sein, 1532 wird Leonhart Syffer als Heidelberger Glockengießer genannt, 1535 soll er sich in Heilbronn aufgehalten haben, um 1558 starb ein Lienhart Seiffer, dessen Identität mit dem Bruder Hans Seyfers z. B. von Hanns Hubach abgelehnt wird.
Darüber hinaus gab es noch einen Zeitgenossen namens Leonhard Sydler, dessen Name gleichfalls in verschiedenen Schreibweisen überliefert ist und der ebenfalls als Glockengießer tätig war. Er war ein Sohn des Esslinger Stück- und Glockengießers Pantlion Sydler und arbeitete zehn Jahre als Esslinger Büchsenmeister, bevor er 1517 nach Heidelberg wechselte. Nach der Ermordung seines Bruders Sebastian, der die Esslinger Werkstatt des Vaters weitergeführt hatte, kehrte Sydler 1526 nach Esslingen zurück, wo er 1528 (als Lienharten Pantleon) einen Vertrag über die Herstellung von Büchsen schloss und wo ihm mehrere Glocken des Gießorts Esslingen aus den Jahren 1526 bis 1535 zugeordnet werden können. Er starb 1544 in Esslingen. Hans Rolli sprach sich 1963 für die Identität Leonhard Sydlers mit Lenhart Seyfer aus, stellte aber keinen Bezug zwischen Lenhart und Hans Seyfer her. Der Glockenforscher Norbert Jung setzt die Personen auch gleich, weist aber auch auf die widersprüchlichen Interpretationen der Familienzugehörigkeit und die unterschiedlichen Abstammungsorte der Bildhauerfamilie Seyfer (Sinsheim) und der Gießerfamilie Sydler (Esslingen) hin.

## Werke
Sicher zuweisen lassen sich dem Bildhauer Lenhart Seyfer laut Hubach außer den Arbeiten am Speyrer Ölberg nur noch das Doppelgrabmal des Ehepaars Hans von Ingelheim und Margarethe von Handschuhsheim in der Handschuhsheimer Vituskirche sowie das Grabmal des Hans von Wolfskehl in der Oppenheimer Katharinenkirche; weitere Bildhauerarbeiten werden zwar einer Werkstatt Seyfers, nicht aber unbedingt diesem selbst zugeschrieben. Beide Monumente wurden im Jahr 1519 geschaffen. Sie tragen das gleiche Steinmetzzeichen sowie jeweils eine Buchstabenfolge, die als Abkürzung für „Meister Lienhard Seyfer Pildhauer von Heidelberg (sculpsit)“ gedeutet wurden.
Diese Signaturen wiederum weisen eine große Ähnlichkeit mit den Inschriften der Glocken in Daudenzell und Aglasterhausen auf, die Hubach mit „maister lenhart seifer glockengißer von heidelberg gosz mich“ zitiert. Hans Rolli allerdings zitiert für die Glocke in Aglasterhausen einigermaßen abweichend eine etwas längere Inschrift: „in sat lux marx matheus und sat johanes ere guos mich meinster lenhart seifer glockengiesser von heidelberg 1522“.
Im Jahr 1526, für das die ersten Seyfert’schen Büchsengüsse in Heilbronn belegt sind, beginnt auch eine Reihe von bezeichneten und unbezeichneten Glockengüssen aus Esslingen, die dem Sydler-Sohn zugeordnet werden:
- Glocke im Wörnitzer Torturm in Dinkelsbühl, datiert 1526, unbezeichnet
- Glocke in der Liebfrauenkapelle in Horb, datiert 1530, bezeichnet Lenhar(t) Seidler, Esslingen
- Glocke in der Schüttekapelle in Horb, datiert 1530, unbezeichnet
- Glocke in Horb-Sigmarswangen, datiert 1531, bezeichnet Lenhart Seidler, Esslingen
- Glocke im Wolfstor in Esslingen, datiert 1533, bezeichnet Leinhart Seidler, Esslingen
- Glocke in Hechingen-Wessingen, datiert 1535, bezeichnet Lenhart Seidler, Esslingen

## Identitätsfrage
Nach den Urkunden und den erhaltenen Glocken ist eine klare Trennung zwischen dem Seyfer-Bruder und dem Sydler-Sohn nicht möglich, zumal die Glocken in Daudenzell und Aglasterhausen von 1522 für beide in Anspruch genommen werden können und auch für beide die (Neu-)Aufnahme der Glockenproduktion im Jahr 1526 und in den Jahren danach der Guss von Büchsen belegt sind. So könnte es sich durchaus um dieselbe Person handeln, möglicherweise aber auch um zwei unabhängig voneinander operierende Handwerkerpersönlichkeiten. Es wäre sogar möglich, dass der Seyfer-Bruder in Heilbronn, der Sydler-Sohn in Esslingen und der Glockengießer Seifer in Heidelberg drei eigenständige Personen sind.
Die Identität des Bildhauers Lenhart Seyfer aus Heilbronn mit dem Glockengießer Lenhart Seifer aus Heidelberg, von Eva Zimmermann in den 1970er-Jahren noch bezweifelt, ist laut Hubach als relativ sicher anzunehmen. Die von Hans Rolli vorgenommene Gleichsetzung mit Leonhard Sydler zieht er nicht in Erwägung und Zimmermanns Einwand, die zwei verschiedenen Betätigungsfelder hätten aus zunftrechtlichen Gründen nicht zusammengepasst, lehnt er mit dem Argument ab, dass Seyfer als pfälzischer Büchsenmeister und damit als Hofbefreiter nicht ans Zunftrecht gebunden gewesen sei. Außerdem sei der Beruf des Büchsenmeisters bzw. Geschützgießers ohnehin häufig von Personen ausgeübt worden, die ursprünglich mit dem Bau- bzw. dem steinbearbeitenden oder dem Schreinerhandwerk zu tun gehabt hätten. Das Stadtarchiv Esslingen hält eine Tätigkeit als vielseitiger Spezialist dagegen für unwahrscheinlich und billigt einem Handwerker lediglich die gleichzeitige Ausübung des Glocken- und Geschützgusses zu. Für die Gleichsetzung des Seyfer-Bruders mit dem Esslinger Gießer Sydler/Seidler spricht jedoch, dass Hans Seyfer vor der Errichtung des Speyrer Ölbergs 1506 ausgerechnet in Esslingen um die Gestellung von Bürgen angefragt hat, die dann zwar vom Speyrer Domkapitel nicht genehmigt wurden, was aber dennoch eine Verbindung der Bildhauerfamilie Seyfer nach Esslingen dokumentiert. Der Steinmetz Lorenz Lechler, der in Heidelberg und Esslingen arbeitete, bürgte mehrfach für Lenhart Seifer.